# José Chandri
José Manuel Chandri (ur. 12 maja 1947) – portorykański judoka. Olimpijczyk z Montrealu 1976, gdzie zajął dwunaste miejsce w wadze ciężkiej i szesnaste w kategorii open.
Uczestnik mistrzostw świata w 1971. Brązowy medalista igrzysk Ameryki Środkowej i Karaibów w 1974 roku.

## Letnie Igrzyska Olimpijskie 1976
| Konkurencja | Eliminacje                | Klas. końcowa |
| Konkurencja | Przeciwnik I              | Miejsce       |
| ----------- | ------------------------- | ------------- |
| +93 kg      | Radomir Kovačević (YUG) P | 12.           |

| Konkurencja | Eliminacje            | Klas. końcowa |
| Konkurencja | Przeciwnik I          | Miejsce       |
| ----------- | --------------------- | ------------- |
| open        | Johan Schåltz (SWE) P | 16.           |